# クラッシュクレーン
クラッシュクレーンは、航空自衛隊に装備されるクレーン。
重量物の積み下ろし、航空機の救難に使用される。特に45tは航空機の大型化に伴い、救難体制を充実させるために導入された。20tと45tの2種類がある。しかし近年ではホイールクレーンが主流となってきており、入れ替えが進んでいる。

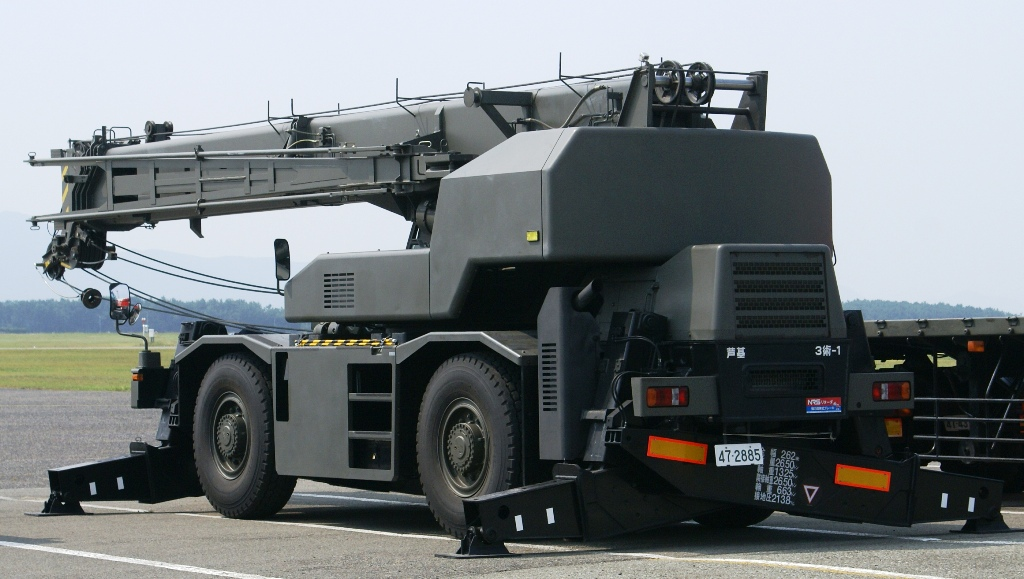
ホイールクレーンタイプ

## 諸元

### クラッシュクレーン20t (K-KG30R-325TC)
- 全長：13520mm
- 全高：3760mm
- 全幅：2490mm
- 総重量：27970kg
- 乗員：2名
- 登坂能力：tanθ0.269
- 最小回転半径：10.5m
- 車台型式：日産ディーゼル製 K-KG30型
- エンジン：日産ディーゼル製 PE6型（直列6気筒OHV・総排気量11,670cc）
- トランスミッション：常時噛合式

### クラッシュクレーン45t (NK-450B)
- 全長：13270mm
- 全高：3750mm
- 全幅：2820mm
- 総重量：37230kg
- 乗員：1名
- 登坂能力：tanθ0.57
- 最小回転半径：11m
- 車台型式：日産ディーゼル製 P-KG54型

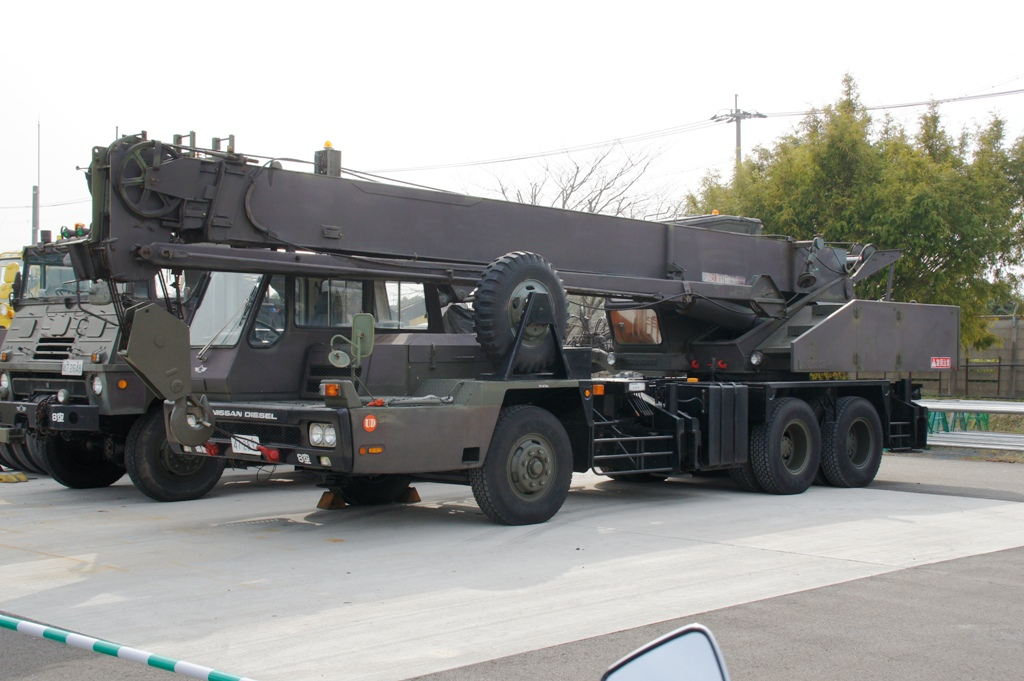
築城基地所属車両

- エンジン：日産ディーゼル製 RF8型（V型8気筒OHV・総排気量16,991cc）
- トランスミッション：選択摺動式・常時噛合式

## 製作
- 日産ディーゼル（当時、現「UDトラックス」）（共通・車体部）
- 住友重機械工業（20t・クレーン部）
- 神戸製鋼所（20t・クレーン部）
- 加藤製作所（45t・クレーン部）